# Фајв Појнтс (Алабама)
Фајв Појнтс (енгл. Five Points) град је у америчкој савезној држави Алабама. По попису становништва из 2010. у њему је живело 141 становника.

## Демографија
Према попису становништва из 2010. у граду је живело 141 становника, што је 5 (3,4%) становника мање него 2000. године.
| Група             | 2000.      | 2010.      |
| Белци             | 69 (47,3%) | 66 (46,8%) |
| Афроамериканци    | 76 (52,1%) | 74 (52,5%) |
| Азијати           | 0 (0,0%)   | 0 (0,0%)   |
| Хиспаноамериканци | 0 (0,0%)   | 0 (0,0%)   |
| Укупно            | 146        | 141        |